# Fell (kulle i Island, Suðurland)
Fell är en kulle i republiken Island. Den ligger i regionen Suðurland, 150 km sydost om huvudstaden Reykjavík. Toppen på Fell är 391 meter över havet, eller 63 meter över den omgivande terrängen. Bredden vid basen är 1,5 km.
Trakten runt Fell är nära nog obefolkad, med mindre än två invånare per kvadratkilometer. Närmaste större samhälle är Vík í Mýrdal, omkring 13 kilometer sydost om Fell. Trakten runt Fell består i huvudsak av gräsmarker.